# رشد کلیسا
رشد کلیسا (انگلیسی: Church Growth) جنبشی در درون مسیحیت انجیلی است که هدف آن رشد کلیساها بر اساس تحقیق، جامعه‌شناسی، تحلیل و غیره است. نهضت رشد کلیسا با اشتیاق به کمیسیون بزرگ و دیدن مردم به شناخت مسیح شروع شد. دونالد مک‌گاوران، یکی از شخصیت‌های مهم در این جنبش، اظهار داشت که «اراده خداست که زنان و مردان شاگرد عیسی مسیح و اعضای مسئول کلیسای مسیح شوند.»